# Kasteel De Helle

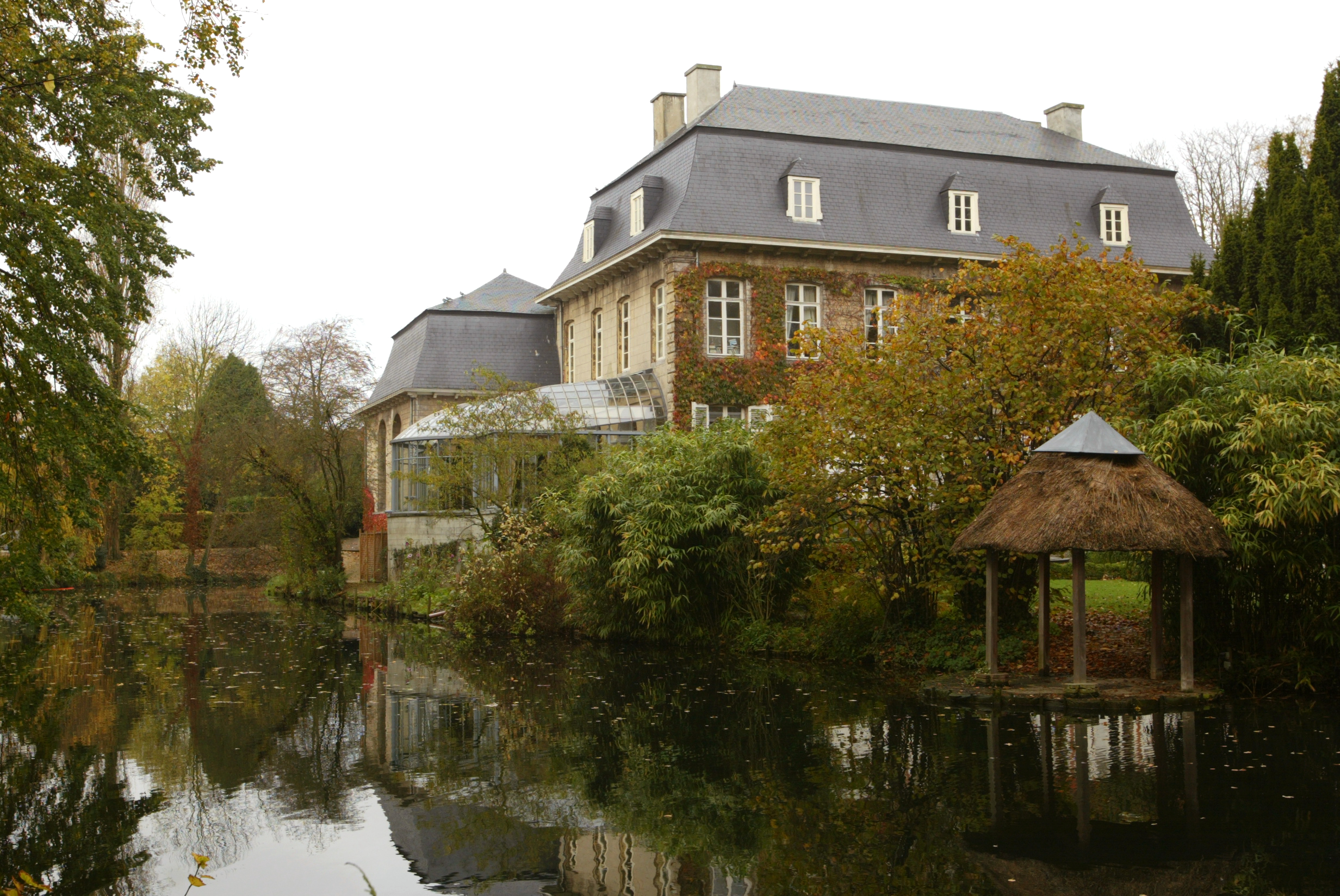
Kasteel De Helle

Het Kasteel De Helle is een kasteel in de tot de Vlaams-Brabantse gemeente Sint-Pieters-Leeuw behorende plaats Ruisbroek, gelegen aan de Karel Gilsonstraat 15-19.

## Geschiedenis
Dit kasteel was de zetel van de heren van Ruisbroek, dat in 1309 voor het eerst werd vermeld. Eind 16e eeuw werd het afgebeeld als een omgracht kasteel met vier hoektorens. Omstreeks 1730 werd een nieuw kasteel gebouwd in classicistische stijl, terwijl in 1732 de toenmalige eigenaar, Gaspard d'Yves d'Ostiche, tot graaf werd verheven.

## Gebouw
Het betreft een omgracht kasteel met U-vormige plattegrond. Omstreeks 1860 werd de tuin tot 3 hectare uitgebreid. Een bijbehorend dienstgebouw heeft een torentje.